# Пештерница
Пештерница (мкд. Пештерница) је насеље у Северној Македонији, у средишњем делу државе. Пештерница је насеље у оквиру општине Неготино.

## Географија
Пештерница је смештена у средишњем делу Северне Македоније. Од најближег већег града, Кавадараца, насеље је удаљено 30 km источно.
Насеље Пештерница се налази у историјској области Тиквеш. Село је смештено на западним падинама Конечке планине, у источном делу Тиквешке котлине. Насеље је положено на приближно 410 метара надморске висине. 
Месна клима је измењена континентална са значајним утицајем Егејског мора (жарка лета).

## Становништво
Пештерница је према последњем попису из 2002. године била без становника.
Већинско становништво у насељу били су етнички Турци, који у већини су после Првог светског рата иселили у матицу.
Претежна вероисповест месног становништва био је ислам.